# Tạ Quang Khải
Tạ Quang Khải (sinh năm 1964) là Trung tướng Quân đội nhân dân và Kiểm sát viên Viện kiểm sát nhân dân tối cao Việt Nam. Ông hiện giữ chức vụ Viện trưởng Viện kiểm sát Quân sự Trung ương kiêm Phó Viện trưởng Viện kiểm sát nhân dân tối cao.

## Tiểu sử
Tạ Quang Khải là đảng viên Đảng Cộng sản Việt Nam.
Tháng 10 năm 2013, Tạ Quang Khải là Đại tá, Phó Viện trưởng Viện Kiểm sát Quân sự Trung ương.
Từ tháng 9 năm 2016, Tạ Quang Khải là Thiếu tướng, Phó Viện trưởng Viện Kiểm sát Quân sự Trung ương.
Từ ngày 1 tháng 10 năm 2019, Thiếu tướng Tạ Quang Khải, Phó Bí thư Đảng ủy, Phó Viện trưởng VKSQS Trung ương, được Viện trưởng Viện kiểm sát nhân dân tối cao Việt Nam Lê Minh Trí giao nhiệm vụ phụ trách Viện Kiểm sát Quân sự Trung ương thay Trung tướng Nguyễn Văn Khánh theo Quyết định số 10/QĐ-VKSTC ngày 23 tháng 9 năm 2019.
Từ ngày 10 tháng 1 năm 2020, Chủ tịch nước Cộng hòa xã hội chủ nghĩa Việt Nam đã có Quyết định số 47/QĐ-CTN bổ nhiệm Thiếu tướng Tạ Quang Khải, nguyên Phó Viện trưởng phụ trách VKSQS Trung ương giữ chức vụ Phó Viện trưởng Viện kiểm sát nhân dân tối cao, Viện trưởng Viện Kiểm sát Quân sự Trung ương, Quyết định này có hiệu lực kể từ ngày ký.
Kể từ ngày 5 tháng 5 năm 2020, kiểm sát viên cao cấp Tạ Quang Khải được bổ nhiệm chức danh Kiểm sát viên Viện kiểm sát nhân dân tối cao.

## Lịch sử thụ phong quân hàm
- Đại tá (2006)
- Thiếu tướng (09/2016)
- Trung tướng (07/2020)